# 티미 시몬스
티미 시몬스(Timmy Simons, 1976년 12월 11일, 디스트 ~ )는 벨기에의 전 축구 선수로, 중앙 수비수 및 수비형 미드필더다. 시몬스는 과거 벨기에의 로멜 (Lommel) 과 클럽 브루게 KV에서 뛰었으며, 클럽 브뤼게 선수일 당시인 2002년, 벨기에 골든 슈 (Belgian Golden Shoe)를 수상하였다.
2005년 여름에는 클럽 브루게를 떠나 PSV 에인트호번으로 이적하였다. 2005-06 시즌에 팀의 부주장이 된 그는, 2006-07 시즌이 끝난 후 필립 코퀴가 팀을 떠나자, 팀의 주장으로 임명되었다. 시몬스는 PSV 에인트호번의 핵심 선수로서, 팬들 사이에서 많은 인기를 끄는 선수 중 하나이다. 또 시몬스가 쓰고 있는 등번호 6번은 에인트호번 팬들에게 큰 인기를 얻었던 현 바이에른 뮌헨의 주장인 마르크 판 보멀이 썼던 번호이기도 하다. 2010년 독일의 1. FC 뉘른베르크로 이적하였다.